# Bahnhof Jena-Göschwitz
Der Bahnhof Jena-Göschwitz (bis Dezember 2010 Göschwitz (Saale)) ist ein Keilbahnhof im Jenaer Stadtteil Göschwitz. Die auf 152 Metern Höhe gelegene Station befindet sich am Streckenkilometer 32,22 der Saalbahn sowie 27,50 der Weimar-Geraer Bahn und wurde am 1. Juli 1876 eröffnet. Der ehemalige Bahnhof II. Klasse wird in der Bahnhofskategorisierung der Deutschen Bahn unter der Kategorie 3 eingestuft.

## Infrastruktur
Die Gleisanlagen waren zur Bahnhofsgründung noch recht bescheiden ausgeprägt (pro Bahngesellschaft drei Gleise und eine Weichenverbindung). 1879 eröffnete die Saal-Eisenbahn-Gesellschaft den heute als Gleis 2 bezeichneten Bahnsteig, bis 1890 hatte sich die Länge der Gleisanlagen bereits verdoppelt. Seither mussten die Bahnanlagen, dem wachsenden Bedarf entsprechend, stetig erweitert werden. So erhielt etwa das Göschwitzer Zementwerk einen eigenen Gleisanschluss mit Verladerampe.
Um 1938 musste vorübergehend ein sieben Gleise umfassender Ersatzbahnhof eingerichtet werden, um den Bau des Saaletal-Viaduktes der heutigen Bundesautobahn 4 zu ermöglichen, der Abzweig von der Strecke der Weimar-Geraer Bahn befand sich bei Kilometer 28,25. Dieses Provisorium wurde nach der Fertigstellung des Viaduktes wieder abgebaut.
Ab dem 15. Februar 1940 war die Strecke zwischen Saalfeld und Göschwitz elektrisch befahrbar. Im Zweiten Weltkrieg wurden die Anlagen des Bahnhofs, im Gegensatz zu Bahnhöfen wie Jena Saalbf oder Saalfeld (Saale), nicht sehr stark beschädigt, man konnte in den folgenden Jahren aber kaum größere Reparaturen durchführen. 1946 wurde die Oberleitung abgeschaltet und im Rahmen der Reparationsleistungen an die Sowjetunion zusammen mit dem zweiten Gleis demontiert. Zwischen 1965 und 1973 wurden die Gleisanlagen durch die Deutsche Reichsbahn (DR) grundlegend saniert sowie die Zweigleisigkeit aller angrenzenden Streckenteile wiederhergestellt.
Das Empfangsgebäude der Weimar-Geraer Eisenbahn-Gesellschaft wurde von der Saalbahn-Gesellschaft gegen Miete mitbenutzt. Es wurde 1959 umgebaut.
Die Weimar-Geraer Bahn besaß in Göschwitz weit vor der Jahrhundertwende eine dampfbetriebene Wasserstation. Nach 1900 folgten einige weitere Versorgungsanlagen (u. a. 1902 eine 16,2 Meter umfassende Drehscheibe sowie ein kleiner Lokschuppen). So entstand die Lokeinsatzstelle Göschwitz/Saale. Nach 1914 wurde der große Lokschuppen samt Nebenanlagen gebaut (seit 1915 „Stationsschlosserei Göschwitz“/Lokomotivreserve). Die Anlagen umfassten auch den im Jahre 1907 errichteten, älteren Wasserturm. Im Südteil des Bahnhofs wurde 1934 in der Nähe der kleinen Saalebrücke ein weiterer Wasserturm errichtet, der im Gegensatz zum vorgenannten, 1977 im Zuge der Errichtung des neuen Gleisbildstellwerks sowie neuer Dienstgebäude, abgerissenen, noch heute existiert. Die Kohlenladeräume befanden sich bis 1957 im Gebäude der Lokleitung, in diesem Jahr wurde das Gebäude ergänzt.
In den Jahren 1994 und 1996 wurde auch der Bahnhof Göschwitz umgebaut und im Rahmen der zweiten Saalbahn-Elektrifizierung erneut mit Oberleitungsanlagen versehen; nach Abschluss der Arbeiten wurde er einige Jahre als Auszubildendenstandort „Juniorbahnhof Göschwitz“ geführt. So konnte ein kleiner Teil der umfangreichen Anlagen vor dem Verfall bewahrt werden. Weiterhin wurden die Gleisunterführungen und Bahnsteigdächer neu angestrichen beziehungsweise mit Abdeckungen versehen sowie neue Zugzielanzeiger (Fallblattanzeiger in blau/weiß) aufgestellt. In Zusammenhang mit diesem Umbau wurden unter anderem die Gleisverbindungen von Gleis 4 zu den Gleisen 3, 2 und 1 der Saalbahn-Seite sowie zu den Gleisen 8 und 9 der Weimar-Geraer Bahn entfernt. Die Gleise 1–4 sind mit Fahrleitung überspannt.
Im Jahr 2011 wurde das Gleis 5 zurückgebaut. Im Jahr 2014 erfolgt die Sanierung der bisherigen Bahnsteige 4 und 6 (nach dem Umbau Gleis 4 und 5) und der Neubau eines weiteren Bahnsteiges (nach dem Umbau Gleis 6) sowie der Anbau von Aufzügen an den Bahnsteigtunnel. Die Deutsche Bahn plante zunächst, die Bahnsteige 1–3 an der Saalbahn auf eine Höhe von 76 Zentimeter anzuheben. Da dieses Maß von dem der umliegenden Stationen abweicht, wurde auf eine Höhe von 55 Zentimeter umgeplant. Die Bauarbeiten starteten im von Februar 2020 und wurden im Juli 2021 abgeschlossen dauern. Die Bahnsteige 1 und 2 haben seitdem eine Länge von 245 m, der Bahnsteig 3 eine Länge von 210 m.
Die Stadt Jena kündigte an, mit kommenden Haushalt 2027/2028 über eine Verlängerung des Fußgängertunnels entscheiden zu werden.

## Anlagen für den Anschlussverkehr
Im Jahre 1886 wurde das Privat-Anschlussgleis zur Sächsisch-Thüringischen Portland-Cementfabrik, Prüssing & Co. KG a.A. errichtet.
Die Zeiss-Werke erhielten 1968 im Rahmen neuer Fertigungsstätten in Göschwitz eine eigene Anschlussbahn, auf diesem Gebiet befindet sich der heutige Gewerbepark Göschwitz. Für den Verschub zuständig waren V10B (LKM 252241, LKM 252325). Aus dem Anschlussgleis des Zementwerkes entwickelte sich eine Anschlussbahn für das hieraus entstandene Betonplattenwerk, welche für den Empfang von Baustoffen sowie den Versand von dort produzierten Wohnungs-Betonfertigteilen genutzt wurde.
Im Jahre 1969 wurden die Gleise 1 bis 10 umgebaut, da die Anlagen dem stetig steigenden Aufkommen in keiner Hinsicht gewachsen waren und sich der Verkehr deshalb sogar zu anderen Bahnhöfen rückstaute.
Der Bereich des Plattenwerk-Anschlusses wurde zwischen 1975 und 1980 stark erweitert und auch für das neu errichtete Heizwerk nutzbar gemacht. Es entstanden signalgesicherte Ein-/Ausfahrten von/zur Saalbahn, drei Abstellgleise sowie zwei Gleise zur Ölbunkerung. Ein weiteres Gleis führte zum Maschinenhaus. Während in der Aufbauphase Maschinen und Baustoffe angeliefert wurden, entwickelte sich das Heizwerk zum Hauptanschließer und Rechtsträger dieser Anschlussbahn, das Plattenwerk wurde zum Nebenanschließer degradiert. In diesem Sinne mussten oftmals Gleis-, Signal- und Sicherungsanlagen verschoben und/oder umgebaut werden, was ebenfalls das Stellwerk Gn (Göschwitz Nord) betraf.
Ab 1980 wurde das Heizwerk aufgrund einer Ölkrise um Braunkohlefeuerungsanlagen erweitert, wobei der alte Ölfeuerungstrakt nur noch in sehr dringenden Fällen genutzt und praktisch stillgelegt wurde. In diesem Zusammenhang hatte die Bahn erhebliche Mengen an Braunkohle zum und Verbrennungsrückstände vom Werk zu befördern; es wurden über 20 Gleise sowie einige zusätzliche Anlagen, wie eine Auftauhalle oder Anlagen zum Beladen der Güterwagen mit Asche, errichtet. Es wurden sogar mehrere verschiedene Entlademöglichkeiten für unterschiedliche Wagentypen geschaffen, da kein einheitlicher Wagentyp in ausreichender Menge zur Verfügung stand. Es konnten somit Fad-/Fal-, Ea und die nicht kippbaren E-Wagen entladen werden. Die Kapazität der Anschlussbahn belief sich auf etwa 6.000 Tonnen Kohle am Tag, also sechs Vollzüge.
Für den Betrieb der Anschlussbahn wurden anfangs zwei V 22 eingesetzt (262310 und 262311, Lokomotivbau Karl Marx Babelsberg 1971). Nach der Erweiterung erhielt das Heizwerk eine V 60 aus Hennigsdorf (17694, Baujahr 1983). Da die Deutsche Reichsbahn verstärkt Dieselkraftstoff einsparen musste, beschaffte das Heizkraftwerk zwei feuerlose Loks (03108, FLC 14893/1986 und 03055/1984 vom Raw Meiningen). Diese Lokomotiven wurden bis zum Ende der Bedienung der Anschlussbahn im Jahre 1991 genutzt und 1992 von 52 8075 der IGE Werrabahn Eisenach als Ersatzteilspender erworben.

## Stellwerke, Signal- und Sicherungstechnik
Um 1900 errichteten die Saalbahn- und Weimar-Geraer Eisenbahn-Gesellschaft jeweils eigene Stellwerke im Bahnhofsbereich.
Im Jahre 1977 wurde das neue Zentralstellwerk B 1 eröffnet, in diesem Zuge wurde auch mit der Nutzung der modifizierten Signal- und Sicherungsanlagen begonnen. Der Abbruch der „alten“ Wärterstellwerke Gn (Norden), Go (Weimaer-Geraer Bahn, Richtung Osten) und Gw (Saalbahn, Richtung Süden) erfolgte 1977/78. Das frühere Stellwerk G wurde in den Jahren 1982 bis 1984 zu einem Dienstgebäude umgebaut.
Als Sicherungstechnik kam bis Ende 2011 die Stellwerksform Gs II DR des Werkes für Signal- und Sicherungstechnik Berlin (WSSB) zum Einsatz. Da nur ein Zentralstellwerk zum Einsatz kam, war die Effizienz hoch.
Seit dem 27. November 2011 wird der gesamte Betrieb per elektronischem Stellwerk (ESTW) von der Betriebszentrale Leipzig aus ferngesteuert.

## Bahnhofsbezeichnung
Die Stadt Jena stellte bereits 1923 den Antrag auf eine Umbenennung des Bahnhofs von „Göschwitz“ in „Jena Süd“, welcher jedoch abgelehnt wurde. Zum gleichen Zeitpunkt wurde dieses beim Saalbahnhof („Jena Nord“) so praktiziert. Im Jahre 1953 schlug die Deutsche Reichsbahn dem Göschwitzer Bürgermeister vor, eine Namensänderung in „Göschwitz/Saale“ oder „Jena Süd“ vorzunehmen. Die erstere Variante erhielt den Vorzug, da eine erneute Eingemeindung des Ortes in die Stadt Jena nicht in Sicht war. Seit 1969 gehört Göschwitz zwar zu Jena, der Name des Bahnhofs blieb dennoch unverändert, sodass die Stadt Jena des Öfteren Vorschläge zu einer Umbenennung unterbreitete. Im Dezember 2010 hatte die Deutsche Bahn angekündigt, den Bahnhof in „Jena-Göschwitz“ umzubenennen, was sie schließlich auch vollzog.

## Bedeutung
Der Bahnhof liegt an der sogenannten Mitte-Deutschland-Verbindung. Die Glanzjahre des Bahnhofs waren wohl jene zwischen 1960 und 1990. Unter anderem durch Heizwerk und Carl Zeiss Jena war ein sehr großes Güteraufkommen zu bewältigen. Überdies wurden auch Züge gebildet (beispielsweise wurden Umbildungen der Güterzüge aus Naumburg (Saale), Weißenfels, Saalfeld (Saale), Weimar, Neue Schenke und Gera durchgeführt, es kamen hierbei schnell über 500 Wagen am Tag zusammen). 1971 entstand ein Container-Umschlagplatz, der bis zum Jahr 1987 Kapazität für 50.000 umgeschlagene Großcontainer bot, welche oftmals in die Sowjetunion, aber auch weltweit verschickt wurden. Den Lokaltransport einiger Containerladungen in umliegende Orte wie Apolda, Kahla (Thür) oder Stadtroda übernahmen Lastkraftwagen. Überdies wohnten in den südlichen Stadtteilen Jenas, Lobeda und Winzerla, mittlerweile etwa 50 Prozent der Gesamt-Stadtbevölkerung. Der Berufsverkehr für die ansässigen Werke und Betriebe trug hierfür sein Übriges bei. Es war auch geplant, ein neues Empfangsgebäude zu errichten.
Der ehemalige Bahnhof II. Klasse wird bei der Deutschen Bahn in die Preisklasse 3 eingestuft.
Anfang der 1970er Jahre sollte Jena das wissenschaftlich-technische Zentrum des Rates für gegenseitige Wirtschaftshilfe (RGW) werden. Dafür sollte die Stadt grundlegend umgebaut sowie eine Einschienenbahn errichtet werden (vgl. hier), was auch am Bahnhof Göschwitz nicht ohne zahlreiche Änderungen vorübergegangen wäre. Diese – keineswegs mit der Wirklichkeit zu vereinbarenden – Vorstellungen verschwanden aber wieder so schnell, wie sie aufgekommen waren.
In den Jahren seit 1957 war in Göschwitz mit über 150 Beschäftigten einer der größten Lokbahnhöfe der Deutschen Reichsbahn sowie etwas später der größte Umschlagsbahnhof zwischen Großheringen und Saalfeld (Saale) vorzufinden.
Nach der friedlichen Revolution wurde als erstes 1990 der Container-Umschlagplatz außer Betrieb genommen, worauf zwischen 1992 und 1995 auch die Bildung von Güterzügen eingestellt wurde; die Lokomotiven wurden nach Saalfeld (Saale) abgegeben. Ab 1991 fand kein Anschlussverkehr, beispielsweise von und zu den einst so bedeutenden Werksgleisen von Zeiss (durch die Umstrukturierung war eine Anschlussbahn, aus der neuen Sichtweise heraus betrachtet, nicht mehr notwendig) oder dem Heizwerk (diese Anschlussbahn wurde von einem privaten Nutzer übernommen), statt; das Plattenwerk stellte etwa gleichzeitig seine Produktion ein. 1997/98 wurden folglich auch die Aufsichten für Personen- und Güterbahnhof abgeschafft, was ebenfalls für Lokleitung und -bahnhof galt. Heute erscheint das Gelände dem Betrachter verwahrlost.
Der Güterverkehr auf der Weimar-Geraer Bahn wurde ebenfalls eingestellt, so dass der Bahnhof Göschwitz heute in dieser Hinsicht einzig zum kurzzeitigen Abstellen von auf der Saalbahn verkehrenden Güterzügen genutzt wird. Laut DB Cargo lohnte sich die Vorhaltung des Gütertarifpunktes nicht, die MORA C tat im Jahre 2001 ihr Übriges.
Seit etwa 1960 kam dem Bahnhof Göschwitz auch die Rolle des Verkehrshaltes von schnellfahrenden Zügen zu. Die letzten Wochenend-Verstärkerzüge (IC) hielten seit dem Fahrplanwechsel am 12. Dezember 2005 in Göschwitz nicht mehr, sodass der Bahnhof damit endgültig vom Fernreisenetz getrennt wurde. Immerhin ist der Halt bei einzelnen Zügen der IC-Linien 50 und 61 weiterhin gegeben. Als regionale Reisezüge, die hier eingesetzt werden oder enden, sind montags bis freitags zweistündliche Zugpaare von/nach Weimar sowie wenige Verstärker-/Spätzüge erhalten geblieben. Der Umfang dieser Verkehre lässt sich aber nicht mit dem früherer Zeiten vergleichen.
Angeregt vom Verkehrsminister des Freistaates Thüringen wurde 2007 wieder darüber diskutiert, ob der Bahnhof Göschwitz zum Jenaer Hauptbahnhof ausgebaut werden soll. Hintergrund der Forderung war die prinzipiell mögliche, aber mit den vorhandenen Anlagen nicht umsetzbare Verknüpfung der Fern- und Nahverkehre auf Saalbahn und Mitte-Deutschland-Verbindung, die auch von den Bahnhöfen Jena West und -Paradies aufgrund ihrer Lage im Netz nicht übernommen werden können. Die DB hatte entsprechendes Interesse signalisiert, da eine Modernisierung des Bahnhofs für den Zeitraum ab 2011 sowieso geplant war. Die Längen der 2014 erneuerten Bahnsteige an der Mitte-Deutschland-Verbindung reichen für Intercity-2-Garnituren.
Aufgrund der von der Westbahn übernommenen Stadler KISS-Wagengarnituren auf der IC-Linie 17 zwischen Dresden und Rostock kommt es zu einer nächtlichen Überführungsfahrt vom Werk in Wien auf die besagte Relation. Wegen dieser Fahrt profitiert seit März 2020 der Bahnhof Göschwitz von einem weiteren Intercity-Halt.

## Verkehrsanbindung
| Linie               | Fahrtverlauf                                                                                            | Takt (min)              | Betreiber                      |
| ------------------- | --- | ----------------------- | ------------------------------ |
| ICE 28              | Jena-Göschwitz – Naumburg – Leipzig – Lutherstadt Wittenberg – Berlin – Hamburg                         | ein Zugpaar             | DB Fernverkehr                 |
| IC 17               | (Warnemünde –) Rostock – Berlin – Halle – Jena-Göschwitz – Nürnberg – Passau – Wien                     | ein Zugpaar             | DB Fernverkehr                 |
| IC 51               | Gera – Jena-Göschwitz – Weimar – Erfurt – Eisenach – Kassel-Wilhelmshöhe – Dortmund – Düsseldorf – Köln | drei Zugpaare           | DB Fernverkehr                 |
| IC 61               | Leipzig – Weißenfels – Naumburg – Jena-Göschwitz – Saalfeld – Nürnberg – Stuttgart – Karlsruhe          | fünf Zugpaare           | DB Fernverkehr                 |
| RE 1                | Göttingen – Leinefelde – Erfurt – Weimar – Jena West – Jena-Göschwitz – Gera – Glauchau (Sachs)         | 120                     | DB Regio Südost                |
| RE 3                | Erfurt – Weimar – Jena West – Jena-Göschwitz – Gera – Altenburg / Greiz                                 | 120                     | DB Regio Südost                |
| RE 3                | Erfurt – Weimar – Jena West – Jena-Göschwitz                                                            | 120                     | DB Regio Südost                |
| RE 14               | Camburg – Jena Göschwitz – Kahla – Saalfeld – Bamberg – Nürnberg                                        | einzelner Zug Die.-Do.  | DB Regio Bayern                |
| RE 15               | Leipzig - Weißenfels - Naumburg - Jena Saalbahnhof – Jena-Göschwitz – Rudolstadt – Saalfeld             | 120                     | Abellio Rail Mitteldeutschland |
| RB 21               | Gera – Hermsdorf-Klosterlausnitz – Jena-Göschwitz – Jena West – Weimar – Erfurt                         | 060 (Mo–Fr) 120 (Sa–So) | Erfurter Bahn                  |
| RB 25               | Halle – Merseburg – Weißenfels – Naumburg – Bad Kösen – Jena-Göschwitz – Kahla – Saalfeld               | 060                     | Abellio                        |
| RB 28               | Jena Saalbf – Jena-Göschwitz – Rothenstein – Orlamünde – Pößneck                                        | 120                     | Erfurter Bahn                  |
| Stand: 9. Juni 2024 | |                         |                                |

## Öffentlicher Nahverkehr
Der Anschluss an den ÖPNV erfolgt durch die Straßenbahnlinien 1/4 und 3. Fußläufig (ca. 10 Minuten) ist der Bahnhof von der Endhaltestelle der Buslinie 12 erreichbar (nicht zwischen 21 Uhr und 4 Uhr).
Zwischen Juli 2007 und Dezember 2009 wurde eine Erweiterung des Jenaer Straßenbahnnetzes von Lobeda-West über den Göschwitzer Bahnhof nach Burgau errichtet. Das erste Teilstück Lobeda-West–Bahnhof Göschwitz wurde am 20. Mai 2009 durch Verlängerung der Linie 3 in Vorlaufbetrieb genommen, die Reststrecke Bahnhof Göschwitz–Burgau folgte am 17. Dezember 2009. An diesem Tag fand eine umfangreiche Umstellung des Liniennetzes statt, sodass die Haltestelle Bahnhof Göschwitz seitdem von zwei Straßenbahnlinien bedient wird. So bestehen umsteigefreie Verbindungen zu den meisten Stadtteilen Jenas. Die Anbindung an die westlichen Stadtteile stellt die Buslinie 18 sicher. Gegenstand weiterer Untersuchungen soll es sein, ob an dieser Stelle auch ein Verknüpfungspunkt mit Regionalbuslinien eingerichtet werden kann.
Während vieler Jahre war die ÖPNV-Anbindung des Bahnhofs nur unzureichend, weswegen der Bahnhof Göschwitz nicht die Rolle eines Nahverkehrsknotens spielen konnte. Nachdem dieser Mangel beseitigt wurde, könnte dem Bahnhof im Personenverkehr wieder eine größere Rolle zukommen.